# Alchemilla gorodkovii
Alchemilla gorodkovii é uma espécie de rosácea do gênero Alchemilla, pertencente à família Rosaceae.